# Pierścieniowe ordzawienie jabłek

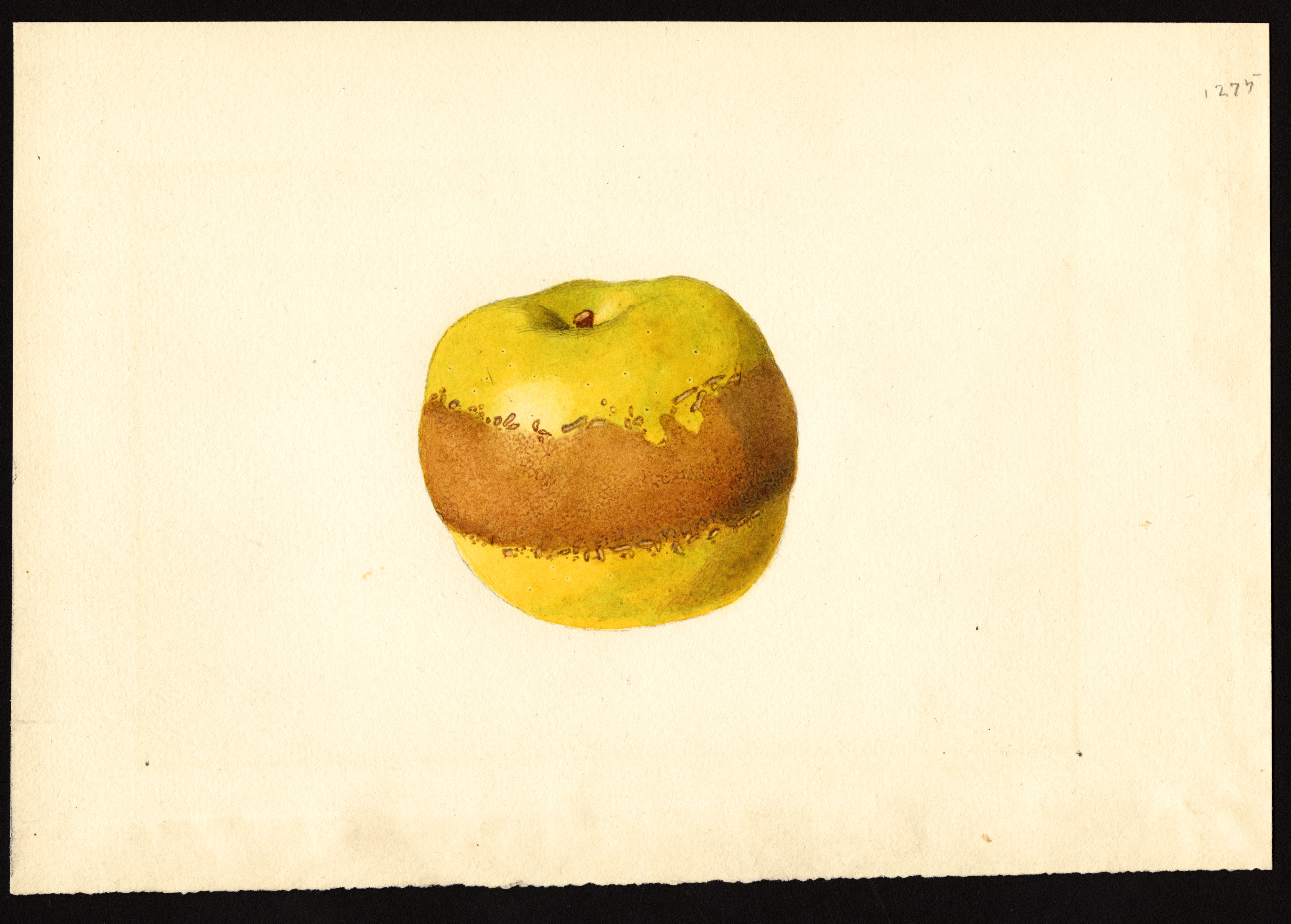

Pierścieniowe ordzawienie jabłek – infekcyjna choroba jabłek wywołana przez nieznany patogen Apple russet ring.
Są to ordzawienia w postaci pierścienia na obwodzie jabłka lub okolicy przykielichowej. Częściej jednak występują zwykłe ordzawienia w postaci plam. Wszelkie uszkodzenia, ordzawienia i inne choroby skórki jabłek są niepożądaną cechą, gdyż owoce z takimi defektami są mniej atrakcyjne dla konsumenta i pomimo tego, że mają odpowiednią wielkość, kwalifikują się jako towar gorszej jakości. Takie owoce osiągają mniejszą cenę i są sprzedawane jako przemysłowe, do przetwórstwa. Sadownicy dążą więc do wyprodukowania owoców wyższej jakości.
Pierścieniowe ordzawienie jabłek opisano już około 1960 roku. Wiedziano, że jest to choroba infekcyjna, jednak nieznane były wywołujące ją patogeny. Po raz pierwszy udało się je odkryć w wyniku badań genetycznych japońskim naukowcom w 2020 r. W porażonych nią jabłkach stwierdzili obecność wirusów ACLSV, ASGV i ASPV, jest to więc wirusowa choroba roślin.